# 2866 Hardy
2866 Hardy este un asteroid din centura principală, descoperit pe 7 octombrie 1961, de Sylvain Arend.